# Tesla-Turbine

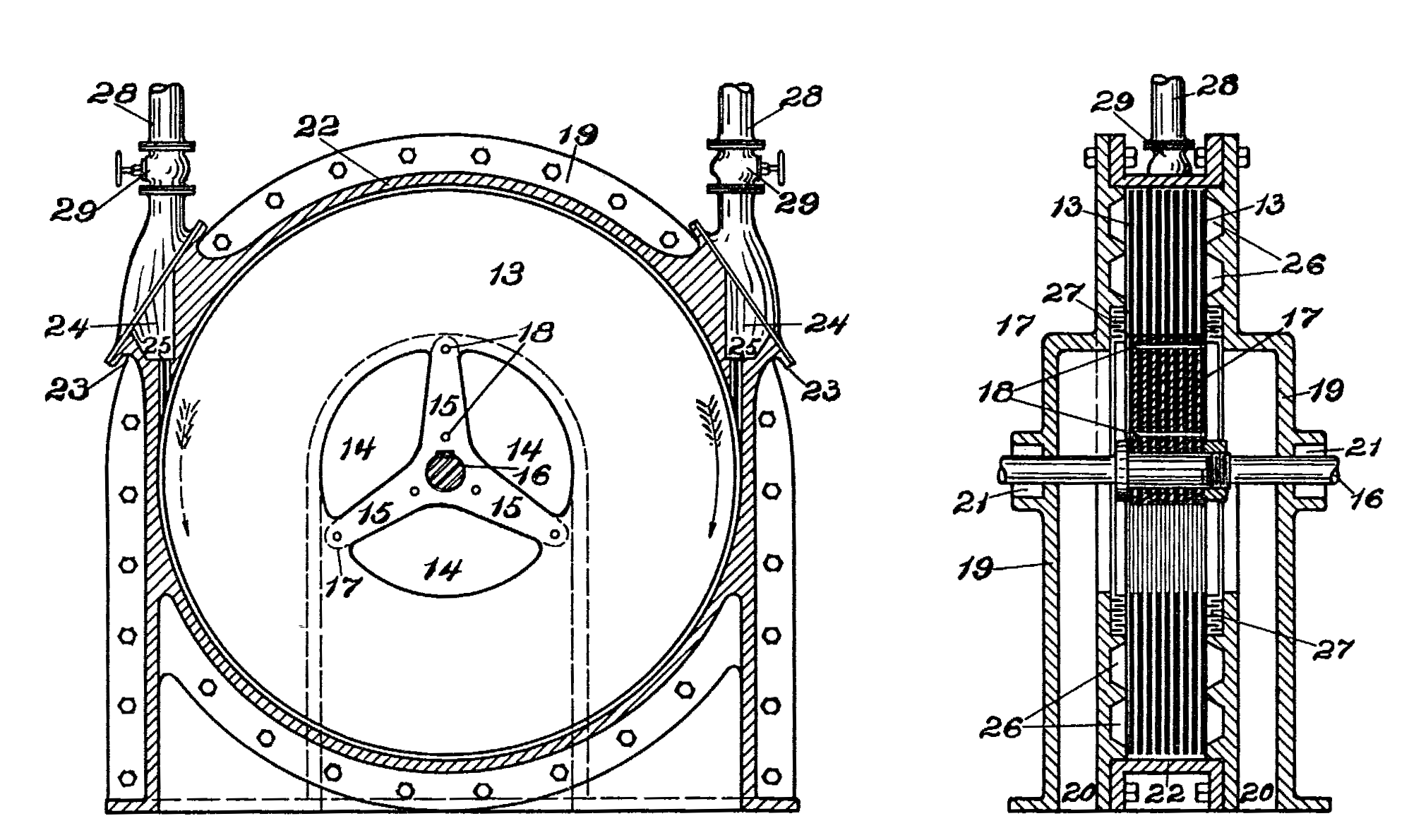
Tesla-Turbine aus Teslas Patentschrift

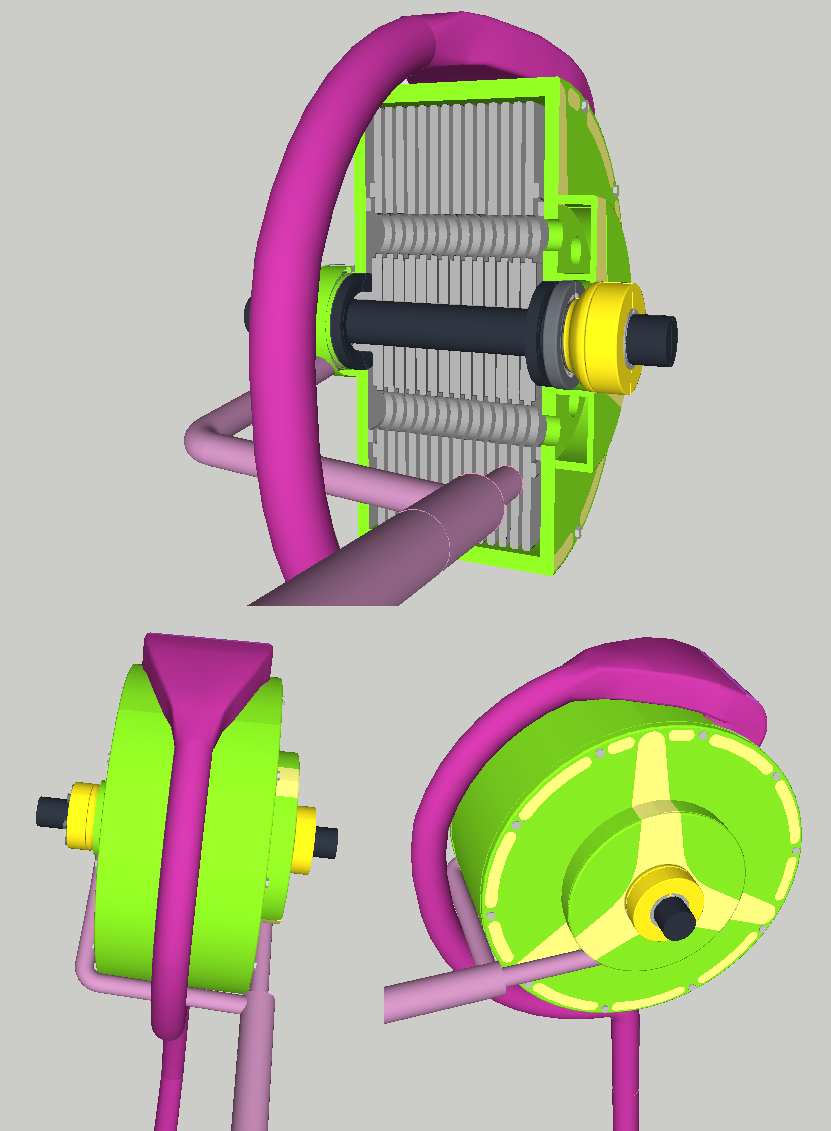
Modell einer Tesla-Turbine im Querschnitt

Eine Tesla-Turbine (auch Scheibenläuferturbine) ist eine schaufellose Turbine, die von Nikola Tesla erfunden und am 21. Oktober 1909 von ihm patentiert wurde. Sie findet auch als Pumpe Anwendung, wenn sie angetrieben wird.

## Aufbau und Funktion
Eine Tesla-Turbine besteht im Wesentlichen aus mehreren möglichst glatten, kreisförmigen Scheiben. Diese sind in gleichmäßigem, geringem Abstand zentrisch auf einer Welle montiert. Durch Düsen wird das Fluid tangential auf den äußeren Rand der Scheiben eingebracht und beschleunigt diese bis nahe seiner eigenen Geschwindigkeit. Die Energie wird dabei durch Viskosität und Adhäsion auf die Scheiben übertragen. Das Fluid wird dabei abgebremst und in Richtung zur Scheibenmitte hin abgelenkt. Es strömt daher spiralförmig nach innen, wobei es weiterhin Bewegungsenergie auf die Scheiben überträgt. In der Welle sind Öffnungen, durch die das Fluid abläuft. Durch Bohrungen oder Aussparungen in der Welle wird das Fluid dann nach außen abgeleitet.
Das Drehmoment ist im Stillstand am größten und wird mit der Drehzahl linear kleiner, bis es bei der Leerlaufdrehzahl zu null wird. Das ist auch der Grund, warum die höchste Leistung bei halber Leerlaufdrehzahl erreicht wird.
Der Arbeitsmaschine von Tesla wurden Pumpwirkungsgrade von 95 % bis zu 98 % und mehr nachgesagt. Diese Angaben beruhen jedoch eher auf der Legendenbildung um Nikola Tesla als auf physikalischen Realitäten. Systematische Untersuchungen von Warren Rice von der Arizona State University attestierten einen zu erwartenden Wirkungsgrad im Bereich von 40–60 %, mit einem oberen Limit bei 65 %. Praktisch erreicht die Tesla-Turbine nicht den Wirkungsgrad heutiger Axialturbinen.
Die Vorteile der Tesla-Turbine sind ein einfacher Aufbau und geringe Vibration durch das Fehlen von unvermeidbarer Unwucht. Außerdem zeigen sie eine hohe Toleranz gegenüber Last- und Temperaturwechseln.

### Verwendung als Pumpe
Beim Einsatz als Pumpe tritt das Fluid im Zentrum über die Achsenbohrungen in die Pumpe ein und wird von den Scheiben zu deren Rand hin beschleunigt. Das Pumpengehäuse sollte evolvent geformte Abströmöffungen für das Fluid haben, um eine effiziente Ableitung zu gewährleisten.